# Грацианская, Нина Осиповна
Грацианская (урождённая Гербстман, Зеленская в первом браке, Александрова — во втором), Нина Осиповна (Иосифовна) (1904, Ростов-на-Дону — 1990, Ростов-на-Дону) — поэтесса, библиограф, автор воспоминаний о Сергее Есенине.

## Биография
Нина родилась в 1904 году в городе Ростове-на-Дону в семье врача, мецената и поэта Иосифа Израилевича Гербстмана. Её двоюродным дядей был известный издатель Александр Эдуардович Коган. Иосиф Израилевич с семьёй жили по адресу ул. Никольская (ныне Социалистическая), 50 (здание не сохранилось).
Нина научилась читать в четыре года, в пять лет «издавала» рукописный журнал тиражом 3 экземпляра. Обучалась у приходящей преподавательницы, в 1916 году поступила в женскую гимназию А. Ф. Андреевой (располагавшейся в одном из исторических зданий города Ростова — доме Максимова).
Окружение Нины Гербстман было литературным. Братья её матери, Иосиф и Давид Островские были одноклассниками Чехова. Её подругой была Сусанна Мар, через поэта-ничевока Владимира Филова была знакома с тогда юной поэтессой-любительницей Верой Пановой. В доме Гербстманов бывали многие литераторы, так, в мае 1917 Бальмонт дарит ей свою книгу с автографом.
В 1919, после занятия Ростова Добровольческой армией Нина вместе с семьёй уезжает в Тифлис, где они живут до 1920 года. Там она, вместе с братом Александром участвовала в деятельности Цеха поэтов. Именно там Нина придумала себе псевдоним Грацианская, под которым её стихи попадают в 1919 году в сборник «АКМЭ».

## Комментарии
1. ↑  Илья Эренбург в книге «Люди, годы, жизнь» писал: «Мне подарили „Сборник тифлисского цеха поэтов“. Эта книжка случайно у меня сохранилась. Среди авторов много поэтесс с поэтичными фамилиями: Нина Грацианская, Бел-Конь-Любомирская, Магдалина де-Капрелевич»